# Robert Pinget
Pour les articles homonymes, voir Robert (prénom).
Robert Pinget, né le 19 juillet 1919 à Genève en Suisse et mort le 25 août 1997 à Tours en France, est un romancier et dramaturge français d'origine suisse.

## Biographie
Robert Pinget, après avoir terminé des études de droit, exerce le métier d'avocat à Genève durant un an. Il quitte la Suisse en 1946 pour Paris, où il entre à l'École des Beaux-Arts.
Il publie son premier ouvrage, Entre Fantoine et Agapa en 1951. En 1952, Robert Laffont publie son premier roman, Mahu ou le Matériau, sous l'impulsion de Georges Belmont. Ensuite c'est Le Renard et la Boussole chez Gallimard, en 1953. Alain Robbe-Grillet et surtout Samuel Beckett qui restera un grand ami de Pinget, le conseillent à Jérôme Lindon patron des Éditions de Minuit. Grâce à leur soutien, Graal Flibuste paraît chez Minuit en 1956, après avoir été refusé par Raymond Queneau chez Gallimard. Désormais, Minuit sera l'éditeur de Pinget. En 1959, il obtient le Prix Rambert pour son roman Le fiston paru la même année aux éditions de Minuit.
Son roman intitulé Quelqu'un a remporté le prix Femina en 1965.
En 1966, il obtient la nationalité française et s'installe en Touraine, dans ce qu'il appelle sa « chaumière », où il écrira la plupart de ses livres. Il y construit une tour, et invente ce qui est considéré comme sa « dernière veine », à savoir la série des « carnets », dont la parution commence en 1982, avec la publication de Monsieur Songe, du nom de ce personnage vieillissant dont Robert Pinget n'a jamais nié qu'il était une forme d'alter ego.
En 1987 il se voit attribuer le Grand prix national des Lettres.
Peu après le colloque qui lui est consacré à Tours, en 1997, il succombe à une attaque cérébrale dans cette même ville, le 25 août 1997.

## L’œuvre

### Œuvre romanesque
Pour ses œuvres « romanesques », à partir de son entrée aux Éditions de Minuit, Robert Pinget s'est toujours situé explicitement dans le cadre du Nouveau Roman en jouant clairement le jeu de la remise en question, qui caractérise ce mouvement, des codes de l'écriture romanesque : intrigue, psychologie des personnages, contexte historique. Ses romans comportent ainsi toujours une réflexion sur l'écriture en train de se faire, avec un narrateur qui en commente la progression. Mais il complète cette réflexion par l'expression de sa sensibilité et d'une analyse de soi.

### Œuvre dramatique
L’œuvre dramatique comprend vingt œuvres : pièces de théâtre, pièces radiophoniques et scénarios de films. Les distinctions de genre restent cependant floues, puisqu'une pièce a été adaptée pour la télévision, avant d'être reprise au théâtre, et que plusieurs romans ont été adaptés pour la scène. Néanmoins, il est notable que Pinget a écrit pour la radio très tôt dans sa carrière.

### Journaux
Robert Pinget n'a jamais reconnu écrire un journal, pourtant ses derniers textes, attribués à « Monsieur Songe » sont bien un journal écrit à la troisième personne, « lieu d'échange et de confrontation entre la fiction et l'autobiographie ». Il subvertit le genre comme il a subverti le roman, ni procès-verbal ni chronologie raisonnée, mais tension entre souvenirs, lectures, affects, paroles rapportées, etc. : « Vieux thèmes mêlés aux notations du jour. Le temps les saisons. Cœur inadapté. Et le fil ténu d'un récit sans importance qui s'impose encore, on ne sait pourquoi ».

### Poèmes
Germaine Tailleferre a mis onze de ses poèmes en musique dans Pancarte pour une porte d'entrée (en). Ils ont été interprétés par Mario Hacquard et Claude Collet.

## Citation
« Il me semble que lorsqu'on est attiré par un écrivain, ce n'est pas sa biographie qui intéresse. Je m'étonne toujours qu'on aborde un écrivain avec des questions qui n'ont rien à voir, ou peu à voir, avec son œuvre. Je n'ai pas de vie autre que celle d'écrire. Mon existence est dans mes livres… »

— Entretien avec Louis-Albert Zbinden, Gazette de Lausanne, 4 décembre 1965

## Œuvres

### Romans
- Mahu ou le matériau, 1952, roman, Laffont, puis Éditions de Minuit •  (ISBN 978-2-70730-488-9)
- Le Renard et la Boussole, 1953, roman, Gallimard, puis Éditions de Minuit •  (ISBN 978-2-70730-345-5)
- Graal Flibuste, 1956, roman, Éditions de Minuit •  (ISBN 978-2-70730-490-2)
- Baga, 1958, roman, Éditions de Minuit •  (ISBN 978-2-70730-548-0)
- Le Fiston, 1959, roman, Éditions L'Âge d'Homme •  (ISBN 978-2-82512-685-1)
- Clope au dossier, 1961, roman, Éditions de Minuit •  (ISBN 978-2-70730-492-6)
- L'Inquisitoire, 1962, roman (Prix des Critiques 1963), Éditions de Minuit •  (ISBN 978-2-70730-346-2)
- Quelqu'un, 1965, roman (Prix Femina 1965), Éditions de Minuit •  (ISBN 978-2-70730-347-9)
- Le Libera, 1968, roman, Éditions de Minuit •  (ISBN 978-2-70730-348-6)
- Passacaille, 1969, roman, Éditions de Minuit •  (ISBN 978-2-70730-086-7)
- Fable, 1971, récit, Éditions de Minuit •  (ISBN 978-2-70731-669-1)
- Cette voix, 1975, roman, Éditions de Minuit •  (ISBN 978-2-70730-047-8)
- L'Apocryphe, 1980, roman, Éditions de Minuit •  (ISBN 978-2-70730-322-6)
- Monsieur Songe, 1982, roman, Éditions de Minuit •  (ISBN 978-2-70730-612-8)
- Le Harnais, 1984, carnets, Éditions de Minuit •  (ISBN 978-2-70730-675-3)
- Charrue, 1985, carnets, Éditions de Minuit •  (ISBN 978-2-70731-020-0)
- L'Ennemi, 1987, roman, Éditions de Minuit •  (ISBN 978-2-70731-126-9)
- Du nerf, 1990, carnets, Éditions de Minuit •  (ISBN 978-2-70731-326-3)
- Théo ou Le temps neuf, 1991, roman, Éditions de Minuit •  (ISBN 978-2-70731-388-1)
- Taches d'encre, 1997, carnets, Éditions de Minuit •  (ISBN 978-2-70731-592-2)
- Mahu reparle, 2009, roman, Editions des Cendres •  (ISBN 978-2-86742-166-2)
- La Fissure, précédé de Malicotte-la-Frontière (théâtre), 2009
- Monsieur Songe, suivi de Le Harnais et Charrue, 2011, roman, Éditions de Minuit •  (ISBN 978-2-70732-158-9)
- Jean Loiseau, 2009, premier roman inédit, in Histoires littéraires no 40

### Recueil de nouvelles
- Entre Fantoine et Agapa, 1966, nouvelles, Éditions de Minuit •  (ISBN 978-2-70730-344-8)

### Théâtre
- Lettre morte, 1959, pièce en deux actes
- La Manivelle, 1960, pièce radiophonique
- L'Hypothèse, 1961, théâtre
- Ici ou ailleurs, Architruc, L'Hypothèse, 1961, théâtre
- Autour de Mortin, 1965, dialogues, Éditions de Minuit •  (ISBN 978-2-70730-489-6)
- Abel et Bela, 1971, théâtre
- Identité, 1971, théâtre
- Paralchimie, suivi de Architruc, L'Hypothèse, Nuit, 1973, théâtre
- Un testament bizarre, et autres pièces (Mortin pas mort, Dictée, Sophisme et sadisme, Le chrysanthème, Lubie), 1986, théâtre
- De rien, 1992, théâtre
- L'Affaire Ducreux, et autres pièces (De rien, Nuit, Le bifteck), 1995, théâtre, Éditions de Minuit •  (ISBN 978-2-70731-540-3)

### Autres publications
- Cette chose, 1967, avec des dessins de Jean Deyrolle
- Gibelotte, 1994, bande-dessinée, dessins de Matias